# Lạc đà một bướu
Lạc đà một bướu hay lạc đà Ả Rập (tên khoa học Camelus dromedarius), là loài động vật guốc chẵn lớn có nguồn gốc ở Bắc Phi và Tây Á, và là thành viên nổi tiếng nhất của họ Lạc đà và hiện nay đã phân bố rộng rãi ở khắp châu Phi.
Lạc đà một bướu được thuần hóa lần đầu tiên ở miền trung hoặc miền nam bán đảo Ả Rập vài nghìn năm trước đây. Các chuyên gia không thống nhất trong việc xác định niên đại: một số tin rằng việc này diễn ra vào khoảng năm 4000 TCN, một số khác cho rằng việc đó diễn ra chỉ vào khoảng năm 1400 TCN. Hiện tại, có khoảng 13 triệu lạc đà một bướu đã thuần hóa, chủ yếu sinh sống trong khu vực từ Ấn Độ tới Bắc Phi. Không còn lạc đà một bướu sống hoang dã, mặc dù còn tồn tại quần thể sống hoang dã khoảng 700.000 con ở Úc, nhưng chúng là hậu duệ của lạc đà một bướu đã thuần hóa. 

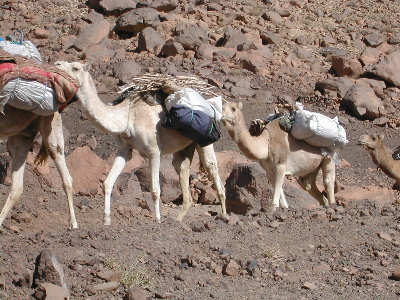
Đoàn lạc đà một bướu thồ hàng hóa ở Algérie

Loài lạc đà khác còn tồn tại ngày nay là Lạc đà hai bướu. Lạc đà hai bướu được thuần hóa khoảng trước năm 2500 TCN ở châu Á, có lẽ sau lạc đà một bướu. Lạc đà hai bướu có thân hình chắc chắn hơn, có khả năng tồn tại trong điều kiện nóng bức của sa mạc ở miền bắc Iran cũng như mùa đông lạnh giá của Tây Tạng tốt hơn. . Lạc đà một bướu thì cao hơn và nhanh nhẹn hơn, khi có người dẫn dắt, chúng có thể duy trì tốc độ 13-14,5 km/h (8-9 dặm/h) trong khi lạc đà hai bướu khi chở đồ chỉ đi được khoảng 4 km/h (2,5 dặm/h) .
Lạc đà một bướu là loài bản địa ở khu vực Sahara nhưng đã tuyệt chủng vào đầu thiên niên kỷ cuối cùng trước công lịch. Lạc đà thuần hóa được du nhập vào khu vực bởi sự xâm lăng Ai Cập của đế chế Ba Tư dưới triều vua Cambyses (529 TCN - 522 TCN). Các con lạc đà này khi đó đã được sử dụng rộng rãi ở Bắc Phi, và người La Mã đã duy trì các nhóm chiến binh cưỡi lạc đà để kiểm soát mọi nẻo của sa mạc. Lạc đà Ba Tư đã không phù hợp cho việc buôn bán hay đi lại trên sa mạc Sahara. Những chuyến đi rất hiếm trên sa mạc được các chiến binh thực hiện bằng ngựa.
Lạc đà hai bướu khỏe và dẻo dai hơn lần đầu tiên đã được du nhập vào châu Phi vào khoảng thế kỷ 4. Điều này đã không diễn ra trước khi có sự xâm lăng vào Bắc Phi của những người Hồi giáo. Trong quá trình xâm lăng chủ yếu diễn ra trên lưng ngựa thì các liên kết mới với Trung Cận Đông đã cho phép lạc đà được nhập khẩu ồ ạt. Lạc đà hai bướu đã tỏ ra thích nghi tốt với những chuyến đi kéo dài trên sa mạc và chúng có thể chuyên chở được nhiều hàng hóa. Điều này đã làm cho khả năng của thương mại trên Sahara trở thành hiện thực.

## Mô tả
Con đực của lạc đà một bướu có vòm miệng mềm, nó có thể phồng to ra để tạo ra một cái túi màu hồng sẫm, gọi là doula, thò ra phía ngoài mõm của chúng để gây ấn tượng với con cái trong mùa sinh sản.
Thời gian mang thai của lạc đà một bướu kéo dài khoảng 12 tháng. Thông thường chúng chỉ sinh một con, và con non bú mẹ trong khoảng 18 tháng. Con cái thông thường phát dục sau khoảng 3 tới 4 năm, con đực sau khoảng 5 tới 6 năm. Tuổi thọ trong điều kiện nuôi bởi con người thông thường là khoảng 25 năm, một số lạc đà có thể sống tới 50 năm.
Lạc đà trưởng thành dài tới 3 m (10 ft) và cao tới 1,8-2,1 m (6–7 ft). Chúng cân nặng tới 450–680 kg (1.000-1.500 pao).
Ngày nay lạc đà một bướu được sử dụng để lấy sữa, thịt và để chuyên chở hàng hóa và con người. Không giống như ngựa, lạc đà một bướu có thể quỳ xuống để chất đồ hay cho người trèo lên.